# باز هاريس

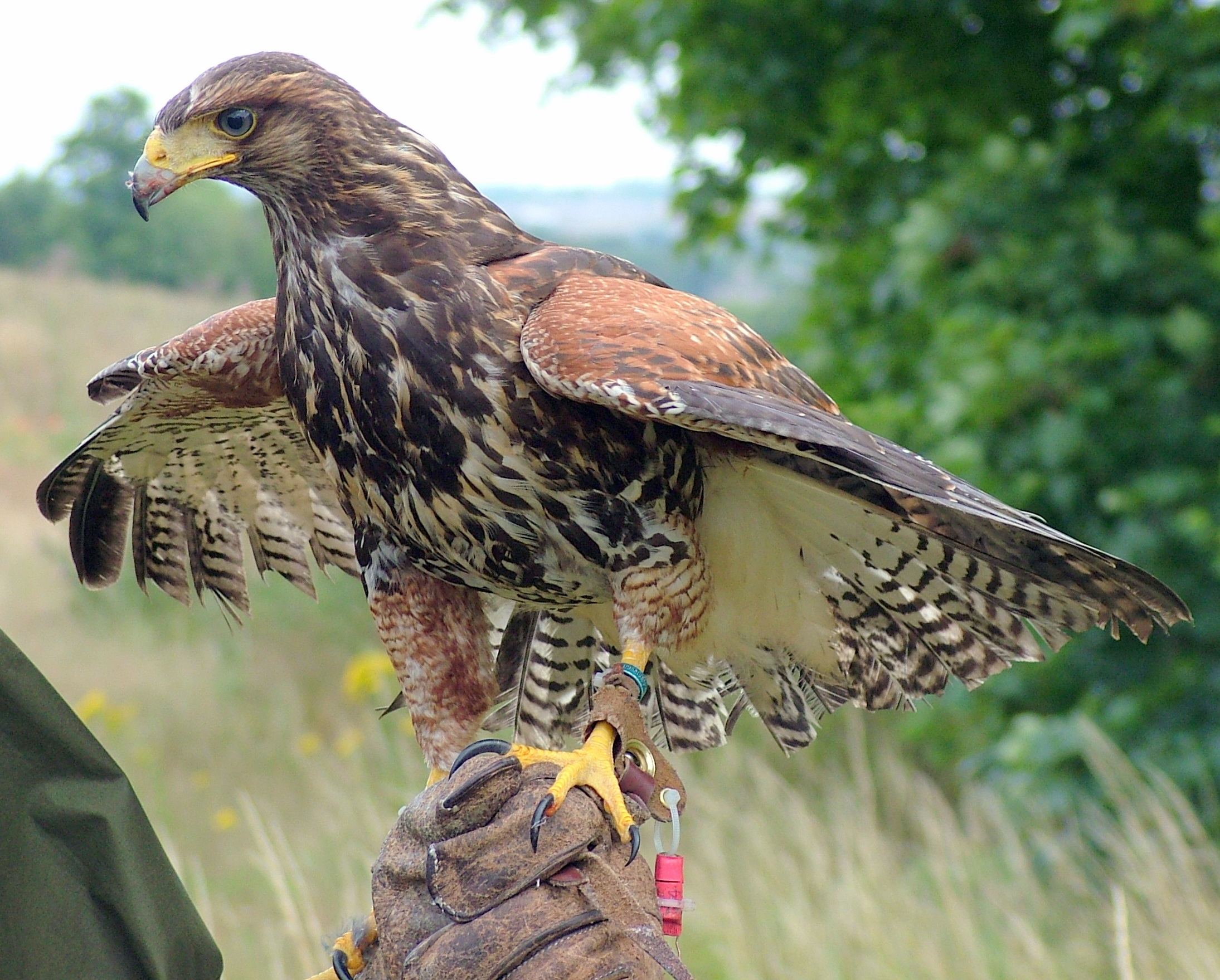
طائر يافع

باز هاريس (الإسم العلمي Parabuteo unicinctus)(بالإنجليزية Harris's hawk) هو من الطيور الجارحة متوسطة الحجم من فصيلة البازية.

## وصف

### الحجم
باز هاريس طائر متوسط الحجم و يتراوح طوله مابين 46 إلى 60 سم وطول جناحيه من 100 إلى 120 سم, الذكور أصغر من الإناث بنسبة 35 بالمئة حيث يتراوح وزن الذكور مابين 550 إلى 850 غرام أما الإناث فيتراوح وزنها من 766 غرام إلى 1.6 كيلو.

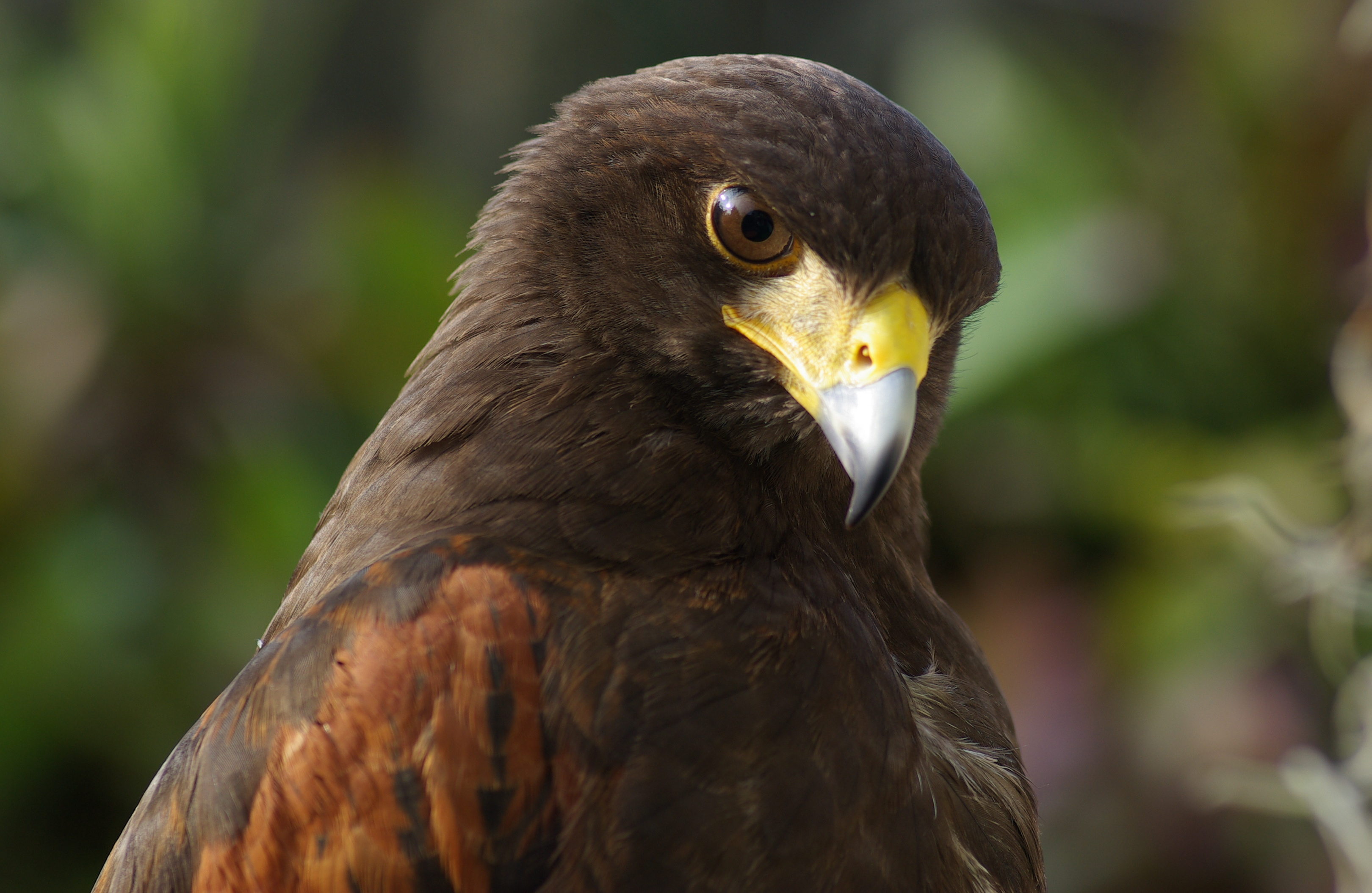

### المظهر
لون الطيور باز هاريس البالغة يكون بني داكن مع بني كستنائي في الكتفين والفخذين وذيله طويل داكن اللون ذي قاعدة وأطراف بيضاء وقدماه طويلة وصفراء.

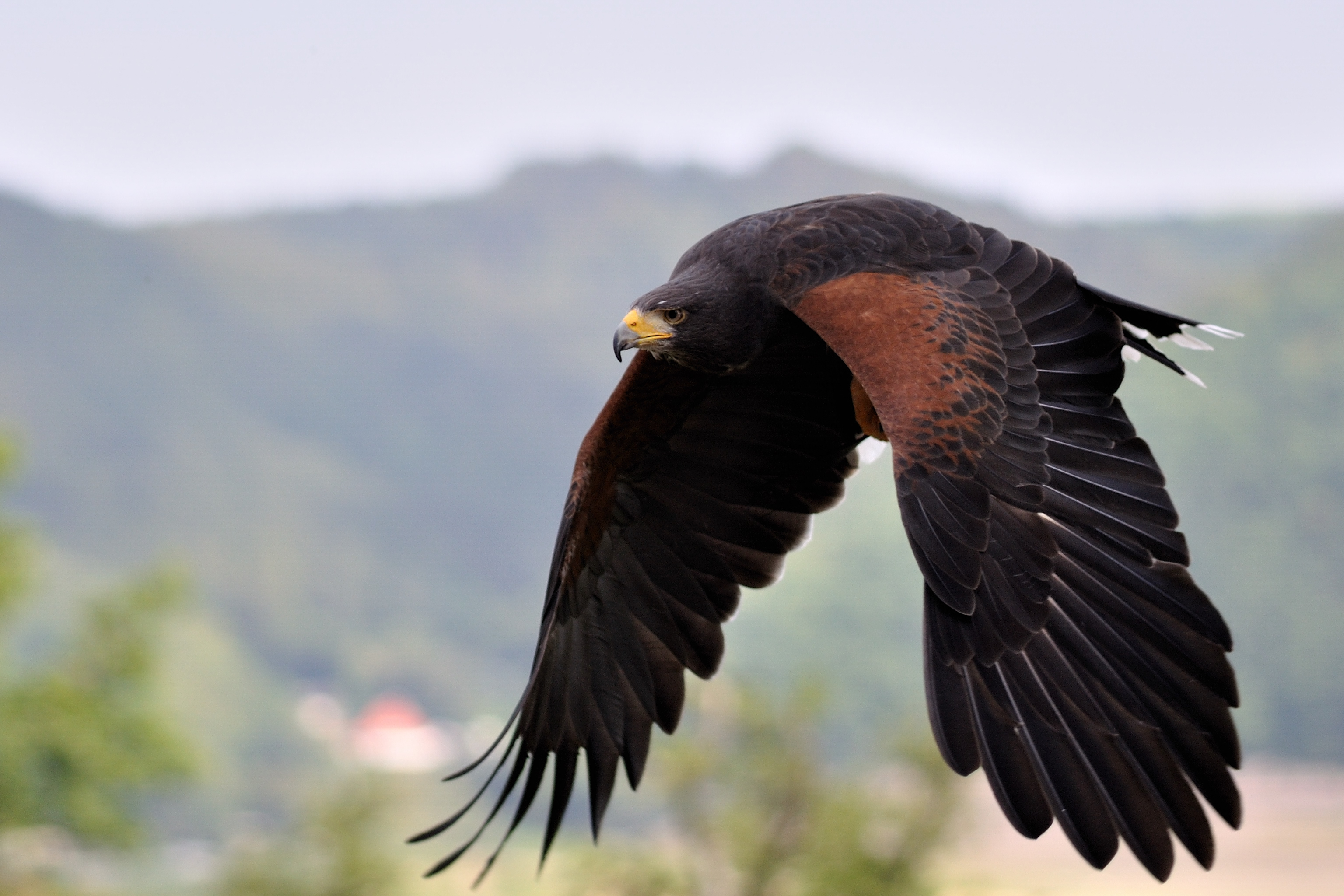
باز هاريس بالغ أثناء الطيران

أما الطيور اليافعة تكون أفتح لونا مع بقع بيضاء فوضوية في الجسم.

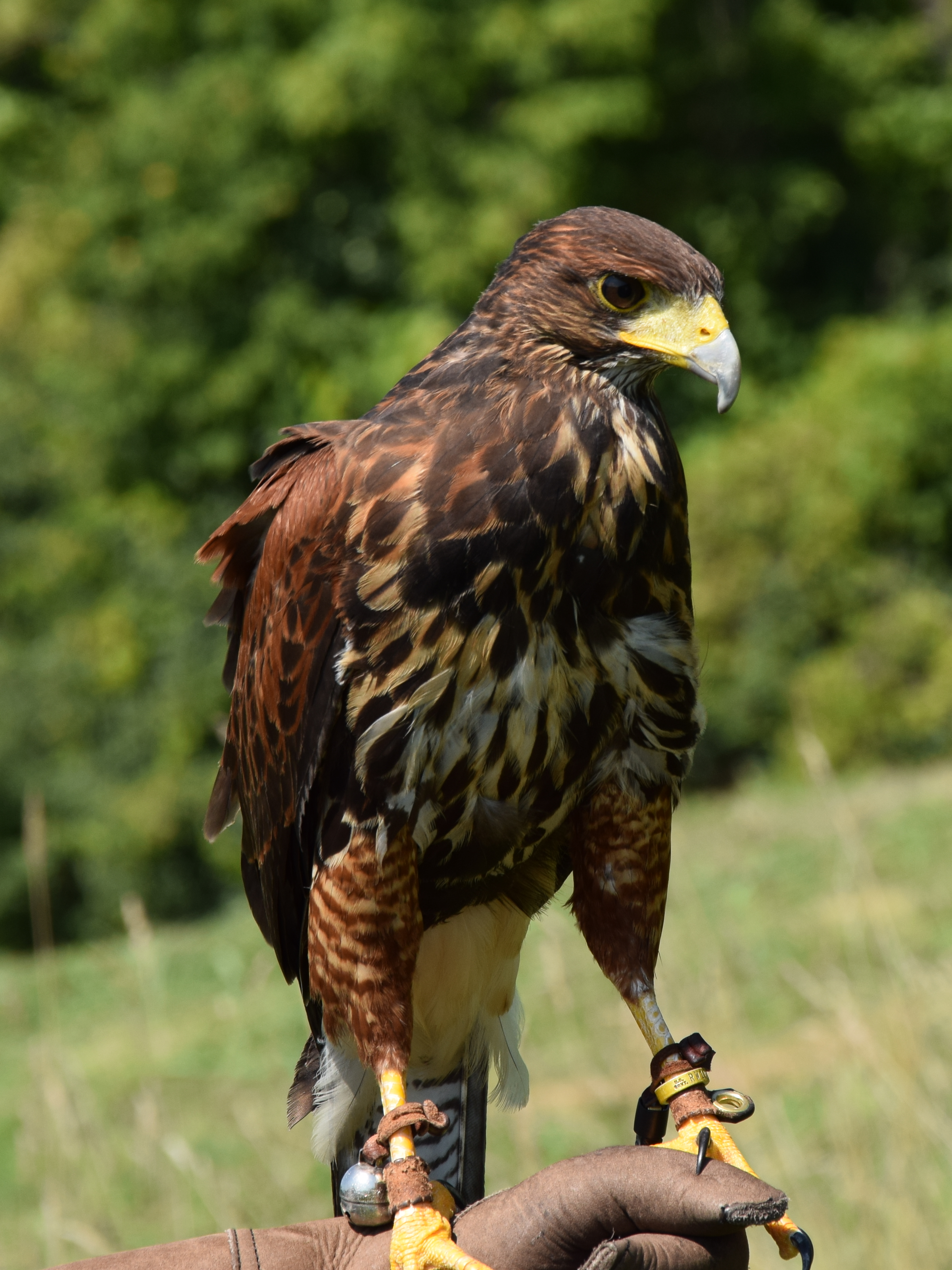
باز هاريس اليافع